# Honey Granny
Honey Granny，在2014年，由香港黑幫「和勝和」前任坐館「上海仔」郭永鴻女友江美怡，和其女兒郭敏芝，於香港（總部）成立以經營連鎖韓式雪糕店。
其控股公司是以「濠蜜控股有限公司」名義成立，而主要售賣各類雪榚、蜂蜜、糕點產品。
當時首天開業是位於紅磡德民街，在不足1年內，便位於在旺角設分店的，也是當時為6家，也就是將軍澳、九龍城、牛頭角等地點。
但好景不常，2015年8月，該店首次遭食物環境衛生署食物安全中心，有關店舖出售的雪糕被驗出含大腸桿菌超標。
在2016年1月初，該店將軍澳、九龍城及牛頭角的分店，在上午時期內，遭人淋油及打爛櫥窗玻璃破壞，警方也正在調查事件。
在2016年4月，該店首次遭食物環境衛生署食物安全中心，檢控有關店舖出售的雪糕第二度被驗出含大腸桿菌超標，現時只有位於九龍城一家店舖，當時為6家分店，有食客知道這件事後不敢光顧。
到了2016年5月10日，該店全線結業，原因是所涉及欠租20萬港元，根據資料，九龍城廣場承租UG18號舖開設分店，月租為65000港元，為期2年，合約到期日為2016年6月30日。
2016年7月初，該店遭食安中心第3次驗出大腸菌超標。